# 王永忠 (1949年)
王永忠（1949年—），汉族，中华人民共和国政治人物、第十一届全国政协委员。
加入中国共产党，担任河北省建设投资公司总经理兼香港燕山发展有限责任公司董事长。2008年，当选第十一届全国政协委员，代表经济界，分入第三十五组。